# کوه کدروس
کوه کدروس (به لاتین: Mount Kedros) یک کوه در یونان است که در کرت واقع شده‌است. کوه کدروس ۱٬۷۷۷ متر بالاتر از سطح دریا واقع شده‌است.